# Gordon Nutt
Gordon Nutt (South Yardley, 8 novembre 1932 – Tasmania, 25 febbraio 2014) è stato un allenatore di calcio e calciatore inglese, di ruolo attaccante.

## Caratteristiche tecniche
Era un'ala.

## Carriera
Dopo aver giocato a livello giovanile con lo Sheldon Town esordisce tra i professionisti nel 1951, all'età di 19 anni, con il Coventry City, club che durante la prima stagione di Nutt in squadra retrocede dalla seconda alla terza divisione inglese, categoria nella quale milita poi nel biennio successivo; nell'estate del 1954, dopo complessive 11 reti in 76 partite di campionato con gli Sky Blues, viene ceduto ai gallesi del Cardiff City, militanti nella prima divisione inglese, con i quali nella stagione 1954-1955 mette a segno 4 reti in 16 partite di campionato. Dopo una sola stagione lascia i Bluebirds (con cui gioca un'ultima partita nelle prime giornate della First Division 1955-1956) per accasarsi all'Arsenal, a sua volta militante in prima divisione: con il club londinese trascorre le successive cinque stagioni, tutte in questa categoria, con un ruolo sostanzialmente da riserva, segnando in totale 10 reti in 49 partite di campionato giocate: in particolare, nella stagione 1955-1956 segna un gol in 8 presenze, nella stagione 1956-1957 gioca una partita, nella stagione 1957-1958 segna 3 reti in 21 presenze, nella stagione 1958-1959 6 reti in 16 presenze ed infine nella stagione 1959-1960 gioca 3 partite senza mai segnare. Dopo questo quinquennio ai Gunners si trasferisce al Southend Utd, club con il quale nella stagione 1960-1961 realizza 2 reti in 16 presenze in terza divisione. A fine stagione va poi a giocare nei Paesi Bassi, al PSV, con cui nella stagione 1961-1962 realizza 5 reti in 31 presenze in Eredivisie. Ha concluso la carriera nel 1969, dopo dei periodi in cui è stato sia giocatore che allenatore del Sydney Croatia e del Manly-Warringah, due club della prima divisione australiana (Paese in cui era emigrato ed in cui ha trascorso il resto della sua vita).
In carriera ha totalizzato complessivamente 158 presenze e 27 reti nei campionati della Football League.